# Wasylij Czemarnyk
Wasylij Czemarnyk, rus. Васылій Чемарнык, pol. Bazyli Czemarnyk (ur. 1833 w Drohobyczu, zm. 12 kwietnia 1896 w Sanoku) – duchowny greckokatolicki, proboszcz parafii Zesłania Ducha Świętego w Sanoku, protojerej, dziekan sanocki, konsystorialny radca, honorowy kryłoszanin, kanonik tytularny, katecheta, działacz społeczny.

## Życiorys

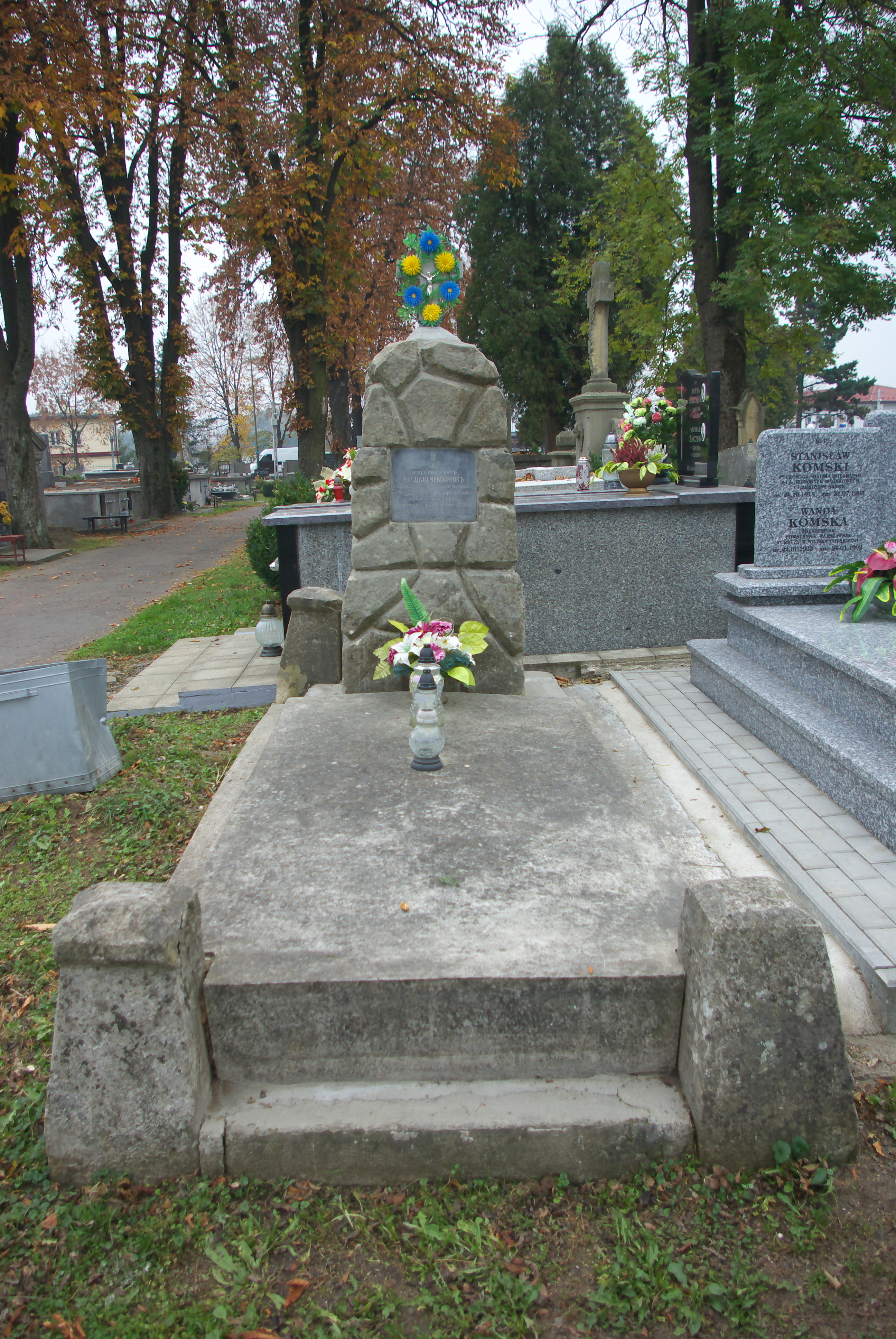
Nagrobek Wasylija Czemarnyka (2018)

Urodził się w 1833 w Drohobyczu. Był synem Teodora i Marianny z domu Lemich. Został absolwentem C. K. Gimnazjum w Samborze
Ukończył studia teologiczne we Lwowie. Święcenia kapłańskie otrzymał 26 października 1858. W latach 1858–1866 przez osiem lat pracował jako ksiądz katecheta w Gimnazjum w Drohobyczu i nauczał tam także filologii. W 1866 został proboszczem parafii pod wezwaniem Zesłania Ducha Świętego w Sanoku i pozostał nim do końca życia. Nie istniała przy niej wówczas plebania. W 1888 ks. Czemarnyk wykonał remont cerkwi i dzwonnicy. Wspierał budowę cerkwi św. Dymitra na terenie ówczesnej Dąbrówki Ruskiej pod Sanokiem. W 1891 sfinalizował transakcję z miastem polegającą na wymianie gruntów (parafia przekazała tereny położone między ulicami Jana III Sobieskiego a Adama Mickiewicza, zaś otrzymała obszar nad Sanem). W latach 1867–1873 był administratorem dekanatu sanockiego, a od końca lat 60. do przypuszczalnie 1889 jego dziekanem. W okresie posługi w Sanoku na początku 1889 otrzymał prezentę jure devolutivo na parafię w Horucku, lecz zrzekł się tego stanowiska. W Sanoku był katechetą w czteroklasowej szkole ludowej. 1 listopada 1874 został mianowany przez cesarza kanonikiem honorowym kapituły greckokatolickiej w Przemyślu. 28 sierpnia 1880 został mianowany pomocniczym zastępcą nauczyciela religii dla uczniów greckokatolickich w C. K. Gimnazjum Męskim w Sanoku (21 listopada 1880 zastąpił go ks. Leoncjusz Żelechowski).
Był wieloletnim radnym miejskim w Sanoku (wybrany w 1878, 1881, 1884; zasiadał w komisji finansowej, 15 stycznia 1885 złożył rezygnację z mandatu, której nie przyjęto, ponownie zrezygnował 12 lutego 1885 i wtedy decyzję przyjęto, ponownie radny od 1889 (29 lipca 1890 złożył rezygnację z mandatu, której nie przyjęto i cofnął swój zamiar), 1893). Był w składzie powołanej 26 sierpnia 1890 komisji, która upoważniła magistrat sanocki do nabycia gruntu pod nowy cmentarz przy ul. Rymanowskiej. Był członkiem dyrekcji Towarzystwa Oszczędności i Zaliczek w Sanoku (zał. 1874), później dyrekcji założonego w 1871 Powiatowego Towarzystwa Zaliczkowego w Sanoku. Przez wiele lat zasiadał w C. K. Radzie Szkolnej Okręgowej do końca życia. 31 maja 1879 wybrany członkiem dyrekcji i zastępcą zwierzchnika stowarzyszenia urzędników w Sanoku. Został członkiem wydziału Szkoły Przemysłowej Uzupełniającej w Sanoku, powołanej w 1893. Był członkiem sanockiego biura powiatowego Stowarzyszenia Czerwonego Krzyża mężczyzn i dam w Galicji.
Zamieszkiwał w Sanoku przy ulicy Zamkowej w domu pod numerem konskrypcyjnym 198. Zmarł na atak serca 12 kwietnia 1896 w Sanoku w wieku 63 lat życia i w 38 roku kapłaństwa. Po obrzędach żałobnych, 15 kwietnia 1896 odbył się uroczysty pogrzeb (w jego trakcie w mieście zostały wywieszone flagi żałobne, zamknięto sklepy na szlaku marszu pogrzebowego, zaś nabożeństwo odprawiono także w sanockiej synagodze; nad grobem przemawiał ks. Olimp Polański); został pochowany na cmentarzu przy ul. Rymanowskiej w Sanoku. Jego nagrobek stanowi krzyż imitujący pień drzewa na kamiennym cokole. Obiekt ten został uznany za obiekt zabytkowy i podlega ochronie prawnej.
Był żonaty, miał dzieci, w tym syna Włodzimierza (zm. 1910). Jego miejsce w radzie miejskiej zajął Leonard Hayder.